# Santa Maria del Suffragio (L’Aquila)

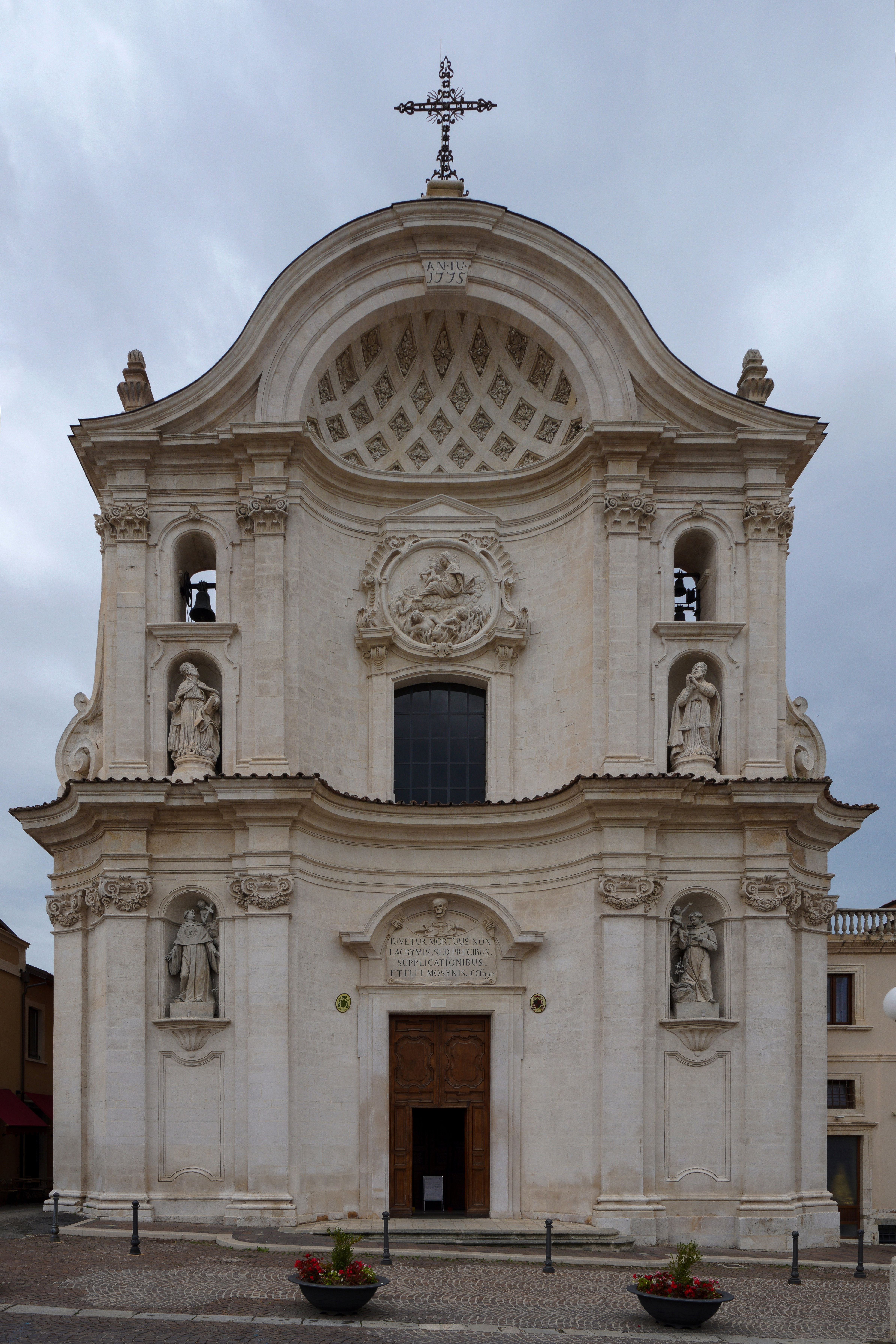
Santa Maria del Suffragio 2007

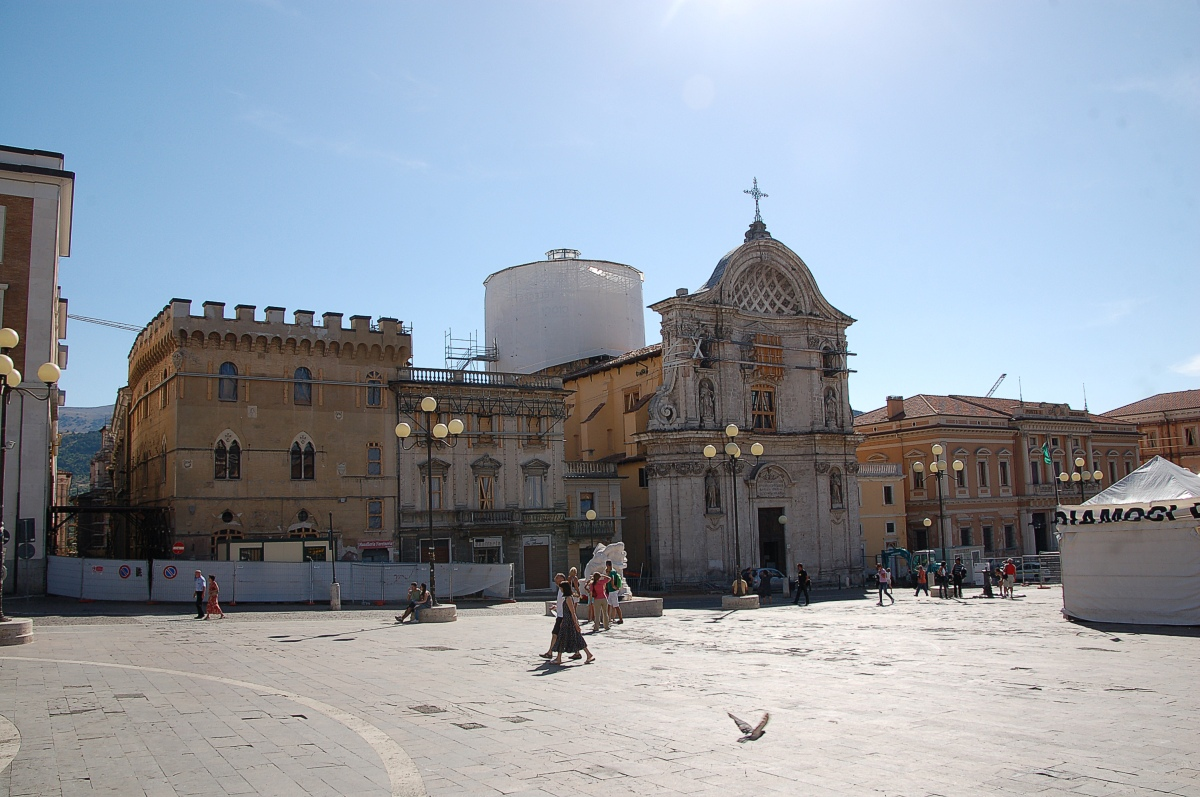
Santa Maria del Suffragio 2010

Die Kirche Santa Maria del Suffragio, volkstümlich üblicherweise delle Anime Sante (der Heiligen Seelen), ist eine Kirche des 18. Jahrhunderts in der Stadt L’Aquila.

## Bauwerk
Der Bau begann am 10. Oktober 1713, zehn Jahre nach dem Erdbeben von 1703, als man sich entschloss einen neuen Sitz für die Confraternita del Suffragio (Bruderschaft der Fürbitte) zu errichten, da der bisherige Bau von dem Erdbeben stark beschädigt war.
Das Bauwerk, dessen Ausführung dem Architekten Carlo Buratti übertragen wurde, wurde nach mehreren Bauphasen fertiggestellt. 1770 begann die Realisierung der Fassade durch Gianfrancesco Leomporri, während die Kuppel 1805 durch Giuseppe Valadier angefügt wurde.
Die Kirche, eines der wichtigsten Denkmäler der Hauptstadt der Abruzzen, wurde durch das Erdbeben am 6. April 2009 und mehrere Nachbeben stark beschädigt. Durch den fast völligen Einsturz der Kuppel, der zufällig live in einer Nachrichtensendung der RAI übertragen wurde, wurde ihr Bild zu einem Symbol des Erdbebens und der Zerstörung von L’Aquila.

## Orgel
Die Orgel geht zurück auf ein Instrument, das 1897 von dem Orgelbauer Pacifico Inzoli erbaut wurde. Derzeit ist das Instrument ausgebaut, da es im Zuge des Erdbebens von 2009 beschädigt wurde. Das rein mechanische Instrument hat 14 Register, die jeweils in Bass- und Diskantseiten aufgeteilt sind. Die Registerzüge befinden sich links und rechts neben dem Spieltisch. 
| Linke Seite C-a3 |            |      |               |    |
|                  | Bass-Seite |      | Diskant-Seite |    |
| 1.               | Violone    | 8′ 0 | Violinzoli    | 8′ |
| 2.               | Flauto     | 8′   | Flutta        | 8′ |
| 3.               | Flauto     | 4′   | Flauto        | 4′ |
| 4.               | Oboe       | 8′   | Oboe          | 8′ |
| 5.               | Violino    | 8′   | Violino       | 8′ |
| 6.               | Voci Umane | 8′   | Voce Celeste  | 8′ |
| 7.               | Bordone 0  | 8′   | Violone       | 8′ |

| Rechte Seite C-a3 |            |       |                |     |
|                   | Bass-Seite |       | Diskant-Seite  |     |
| 08.               | Bordone    | 16′ 0 | Bordone        | 16′ |
| 09.               | Principale | 08′   | Principale     | 08′ |
| 10.               | Bordone    | 08′   | Bordone        | 08′ |
| 11.               | Ottava     | 04′   | Ottava         | 04′ |
| 12.               | Decima V   | 02′   | Decima V       | 02′ |
| 13.               | Dulciana   | 04′   | Ripieno III    |     |
| 14.               | Basso      | 08′   | Contrabbasso 0 | 16′ |

1. 1 2 3 4  Register in einem schwellbaren Rückpositiv untergebracht
2. 1 2 3 4  Pedalregister